# Риу-Фортуна
Риу-Фортуна (порт. Rio Fortuna)  —  муниципалитет в Бразилии, входит в штат Санта-Катарина. Составная часть мезорегиона Юг штата Санта-Катарина. Находится в составе крупной городской агломерации Агломерация Тубаран. Входит в экономико-статистический  микрорегион Тубаран. Население составляет 4428 человек на 2006 год. Занимает площадь 300,315 км². Плотность населения — 14,7 чел./км².
Праздник города —  21 июня.

## История
Город основан 21 июня 1958 года.

## Статистика
- Валовой внутренний продукт на 2003 составляет 45.550.759,00 реалов (данные: Бразильский институт географии и статистики).
- Валовой внутренний продукт на душу населения на 2003 составляет 10.404,47 реалов (данные: Бразильский институт географии и статистики).
- Индекс развития человеческого потенциала на 2000 составляет 0,822 (данные: Программа развития ООН).

## География
Климат местности: субтропический.